# Centro Novo do Maranhão
Centro Novo do Maranhão är en kommun i Brasilien.   Den ligger i delstaten Maranhão, i den nordöstra delen av landet, 1 400 km norr om huvudstaden Brasília. Antalet invånare är 17 622.
Omgivningarna runt Centro Novo do Maranhão är huvudsakligen savann. Trakten runt Centro Novo do Maranhão är nära nog obefolkad, med mindre än två invånare per kvadratkilometer.